# 法生寺 (長崎市)
法生寺（ほっしょうじ）は、長崎県長崎市にある真宗大谷派の寺院。山号は真正山。本尊は阿弥陀如来。

## 歴史
この寺は、1901年（明治34年）に創立された青年会議にはじまる。その後会館が建設されたが、1945年（昭和20年）の原爆の被害を受けている。1953年（昭和28年）に寺院となった。